# 아마존 S3
아마존 S3(Amazon S3, Simple Storage Service)는 아마존 웹 서비스에서 제공하는 온라인 스토리지 웹 서비스이다. 아마존 S3는 웹 서비스 인터페이스를 통해 스토리지를 제공한다. 아마존이 S3를 출시하고 최초로 공개적으로 웹서비스를 이용할 수 있게 된 것은 2006년 3월 미국 그리고 유럽은 2007년 11월이다. 처음 서비스를 시작할 당시는 데이터를 송수신 할 때 사용되는 네트워크의 데이터 전송 요금 및 요청당 비용 등과 함께, 최종 사용자는 매달 1GB당 0.15 미국달러를 지불하여 사용할 수 있었다. 2008년 11월 1일부터 50TB 이상을 사용하는 사용자들에게는 할인 가격을 제공하였다.